# Freakonomics Radio
Freakonomics Radio - американська щотижнева громадська радіо-програма в якій обговорюється соціоекономічні проблеми для загальної аудиторії. Шоу було створено як своєрідне продовження книги Фрікономіка. Ведучими шоу є журналіст Стефан Дабнер та в ролі частого гостя економіст Стівен Левітт. Шоу також поширюється як подкаст і є одним з найпопулярніших в iTunes. Шоу було створено в вересні 2010 року.
Шоу випускається в партнерстві з WNYC. Freakonomics виходить щосереди.
Ігровий епізод "Розкажи мені щось чого я не знаю" було проведено 6 жовтня 2014 року в Нью-Йорку. Вибрана аудиторія представляла свої ідеї Стефану Дабнеру та трьом знаменитостям як суддям. Переможцем шоу став 12 річний хлопчик який змагався з колишнім губернатором.
В 2015 році згідно Podcast Award шоу Freakonomics Radio визнано найкращим подкастом в категорії бізнес